# Platánia (ort i Grekland, Epirus)
Platánia är en ort i Grekland.   Den ligger i prefekturen Nomós Ártas och regionen Epirus, i den centrala delen av landet, 280 km nordväst om huvudstaden Aten. Platánia ligger 616 meter över havet och antalet invånare är 270.
Terrängen runt Platánia är kuperad åt sydost, men åt nordväst är den bergig. Runt Platánia är det ganska glesbefolkat, med 39 invånare per kvadratkilometer. Närmaste större samhälle är Arta, 14,9 km söder om Platánia. I omgivningarna runt Platánia växer i huvudsak blandskog.